# Kapittelkerk Saint-Hilaire van Semur-en-Brionnais

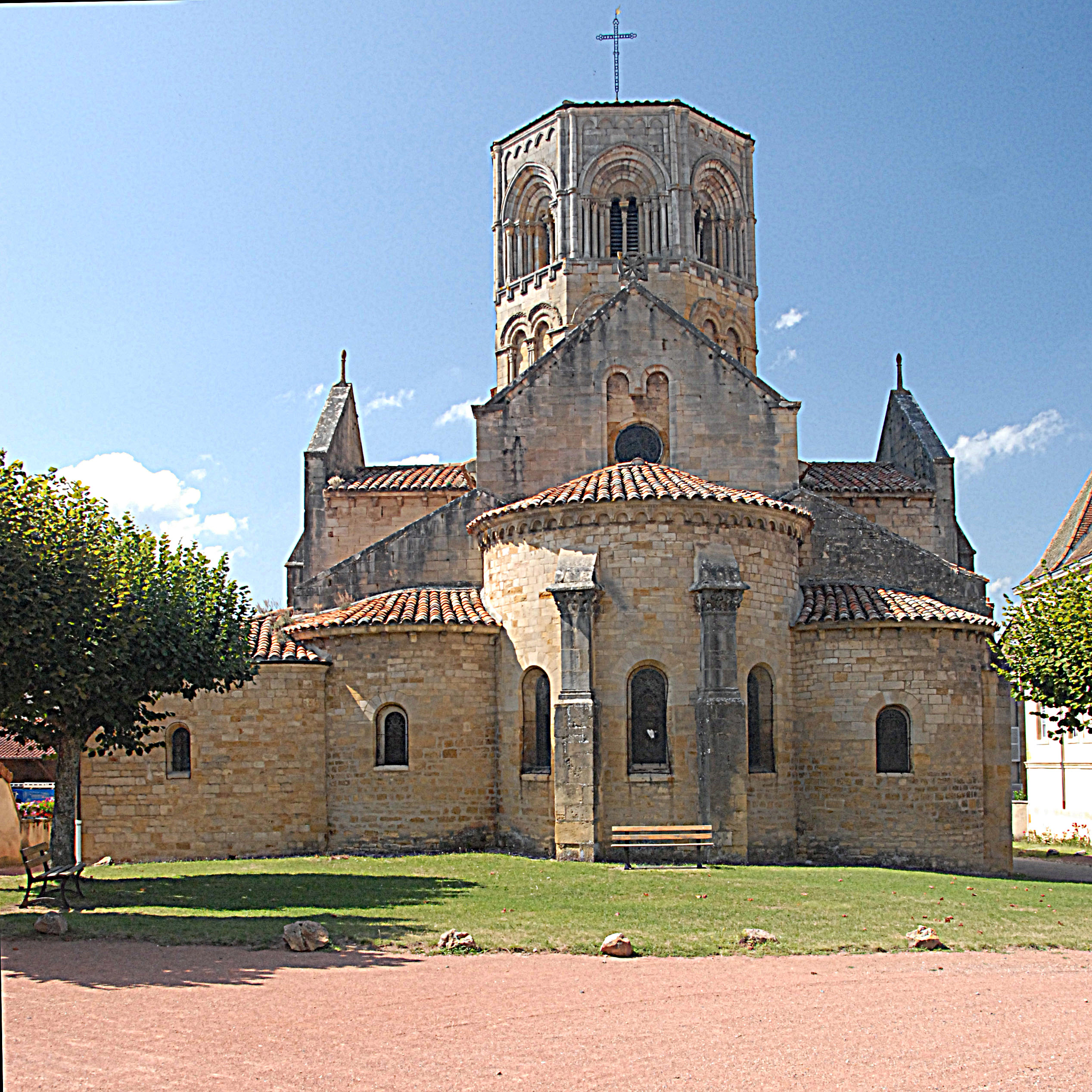
Kapittelkerk Saint-Hilaire
van Semur-en-Brionnais

De voormalige kapittelkerk Saint-Hilaire in Semur-en-Brionnais is een Romaans kerk in het zuiden van Bourgondië, gewijd aan de heilige Hilarius van Poitiers (± 315 - 367). De bouw van de kerk, geheel in de stijl van Cluny in de vorm van een basiliek met drie schepen, nam het grootste deel van de 12e eeuw in beslag; het oostelijke deel is ouder dan het schip. Waarschijnlijk stond er op dezelfde plaats al eerder een kerkje. Tijdens de Honderdjarige Oorlog en de strijd met de hugenoten werd het gebouw beschadigd. In de 19e eeuw vond een restauratie plaats.

## Het gebouw
De kerk heeft een middenschip met zijbeuken, elk vier traveeën beslaand, een nauwelijks uitspringend zijbeuk aan de noordzijde; de zuidelijke zijbeuk is verborgen achter een later aangebouwde kapel.
Aan de oostzijde vormen het koor met zijkapellen één travee; verder is er de apsis met aan elke zijde een absidiool. In de gevel vallen de naar boven toe smaller wordende steunberen op evenals de geprofileerde lijst onder de dakrand gesteund door gebeeldhouwde consoles. De vensters hebben allen dezelfde vorm: slanke vensters met rondbogen, geflankeerd door zuiltjes waarboven eenvoudige archivolten. De lichtbeuken boven de daken van de zijbeuken stempelen de kerk duidelijk tot een basiliek. De dekplaten van deze hoge vensters gaan op in een lijst van dezelfde vorm die over de hele lengte van de kerk loopt, slechts onderbroken door de steunberen.
De achthoekige toren boven de viering bestaat uit twee etages; de zuiltjes met archivolten in de bovenste etage zijn verfraaiingen die enkele decennia na de rest van het gebouw gereed kwamen. Aan de zuidkant van de kerk zijn voor het dwarsschip en de zijkapel van het koor op latere datum een kapel en de sacristie gebouwd.

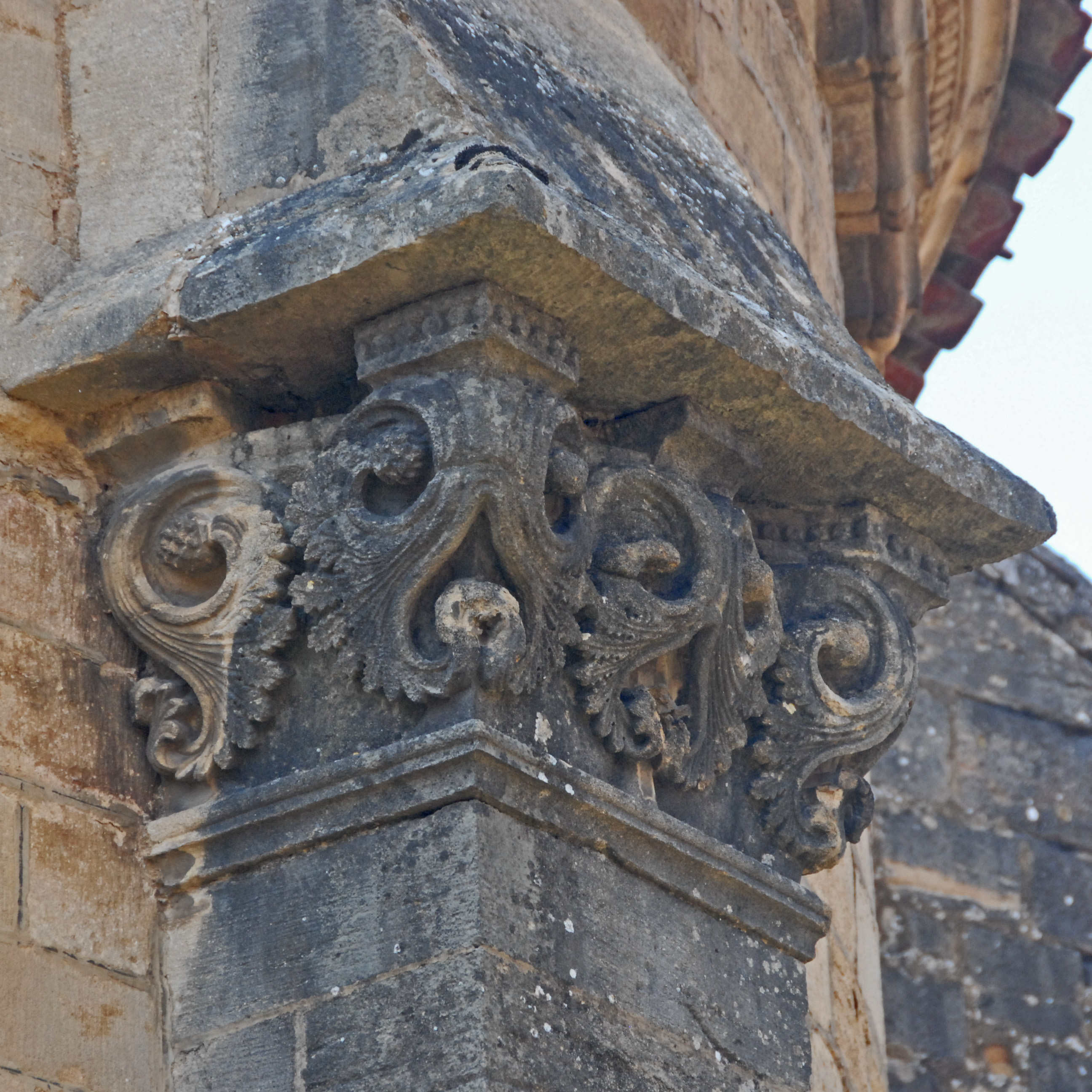
De kop van een steunbeer van de apsis
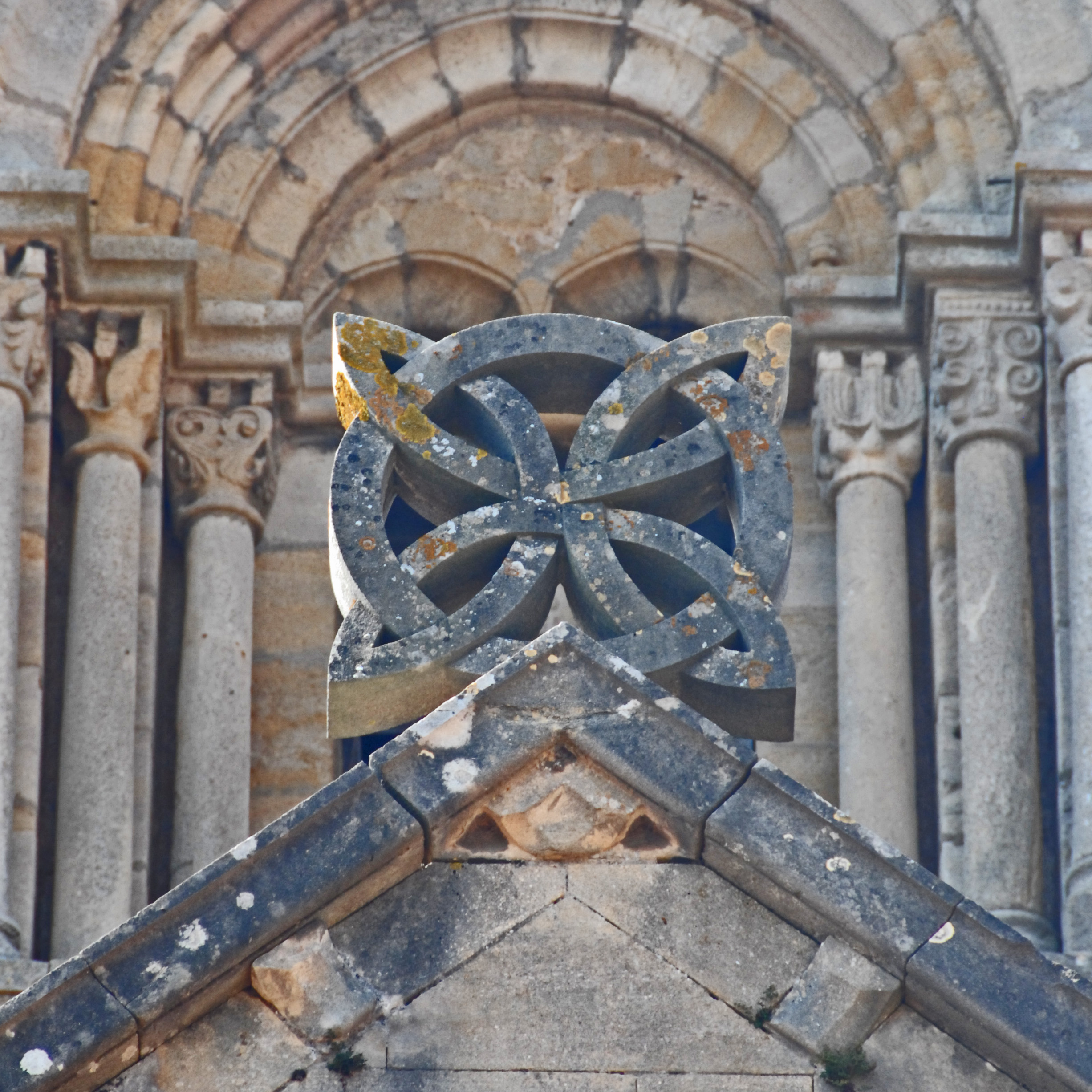
Sculptuur op de dakvorst van het koor
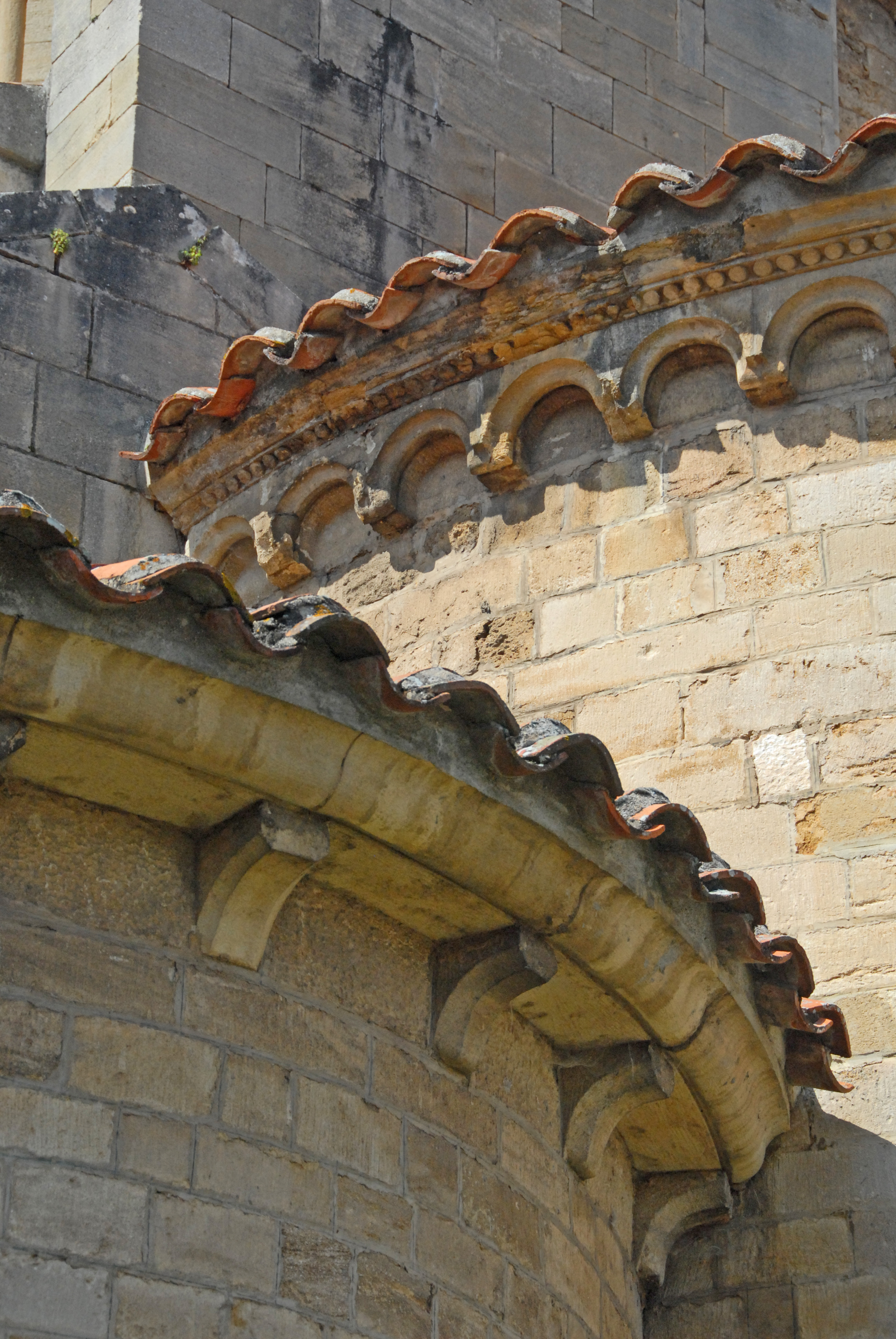
Daklijsten met consoles (li), gestileerde kroonlijst met boogfries (re)

Vanuit het oosten is te zien dat het koor niet hoger is dan de zijbeuken en dat de gevelwanden van het koor en de dwarsbeuken ruimschoots boven de daken uitsteken. Opvallend zijn de blinde arcades en het fries onder de kroonlijst van de middenapsis. Alle daken zijn bedekt met de in het zuiden van Frankrijk gebruikelijke "paters-en-nonnen" dakpannen.

## Het hoofdportaal
Het hoofdportaal is niet zeer groot maar maakt door zijn opbouw en rijke beeldhouwwerk een majestueuze indruk. De uiterst linkse en rechtse pilasters vertonen een fijnmazig diagonaal vlechtwerk dat zich in de archivolt erboven voortzet. Het geheel wordt bekroond met een beeld van het Lam Gods. Meer naar binnen zijn drie ranke pilaren opgesteld, de voorste met een spiraal gesierd, de twee volgende met bloemrozetten. Ze hebben allemaal geprofileerde grondplaten, getrapte plinten en gebeeldhouwde kapitelen; ze ondersteunen eveneens archivolten.
Eén kapiteel vertoont een mannenfiguur in exhibitionistische houding; de bewerkte archivolten worden gescheiden door rondbogen van afgeronde of platte steen. De op de deurposten steunende architraaf verhaalt de geschiedenis van de patroonheilige van de kerk. De H. Hilarius staat geheel links met zijn geschriften over de Drie-eenheid. Het middendeel is het concilie met op de tronen de ariaanse tegenstanders van Hilarius. Hem wordt een zetel geweigerd, maar door een wonder verheft zich een deel van de vloer tot een zitplaats (midden). Boven de gemijterde Hilarius zijn beschermende engel, die hem bewierookt. Geheel rechts zit een stervende paus Leo op een latrine; zijn geest wordt onmiddellijk door meerdere duivels weggevoerd. Qua vormgeving is de voorstelling duidelijk 12e-eeuws en laat-romaans. De figuren zijn echter minder van kwaliteit dan die in oudere timpanen elders in Bourgondië.
De geprofileerde impost boven de kapitelen is doorgetrokken boven de architraaf wat de harmonie van het portaal zeer ten goede komt. Het timpaan erboven heeft een bekende indeling. In het centrum troont Christus in Majesteit tegen de achtergrond van een mandorla, die opgehouden door achtvleugelige serafijnen. Zijn rechterhand zegent, in zijn linkerhand het Boek des Levens. Zijn naakte voeten rusten op een schotel die door engelen wordt gesteund. Rondom zijn de Evangelisten aanwezig in de vorm van hun gevleugelde symbolen: Matheus (Mens), Marcus (Leeuw), Lukas (Stier) en Johannes (Engel).

## Het noordportaal
Het noordportaal vertoont eveneens een zeer harmonieuze opbouw en heeft alleen geometrische en vegetale versieringen. De zware uitkragende deurposten dragen de architraaf; daarboven wordt het timpaan gevuld met een driepas met drie bladwerktoten. Aan weerszijden van de deurposten zijn een slanke pilaar en twee pilasters geplaatst, elk met een gebeeldhouwd kapiteel; zij dragen elk hun eigen rondbogen met archivolt. Architraaf en kapitelen zijn even hoog. Onder de dekplaten van de kapitelen is een bladfries aangebracht, dat doorloopt boven de architraaf. De architraaf is versierd met rozetten gevat in veelhoeken; dit motief komt in de uiterst rechtse pilaster terug. De uiterst linkse pilaster is gesierd met twee verticaal verlopende banden met een eiermotief.

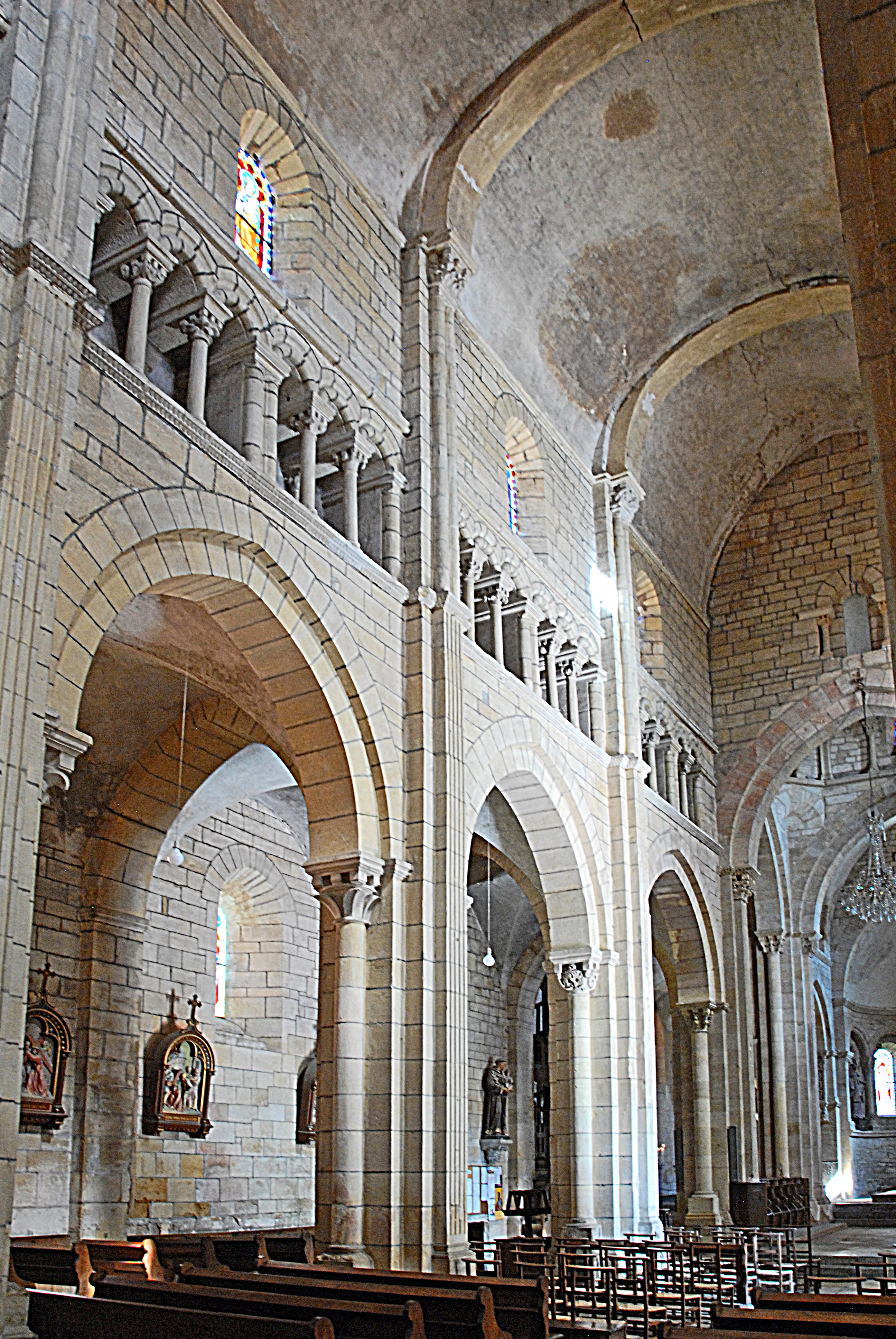
De noordwand van het middenschip
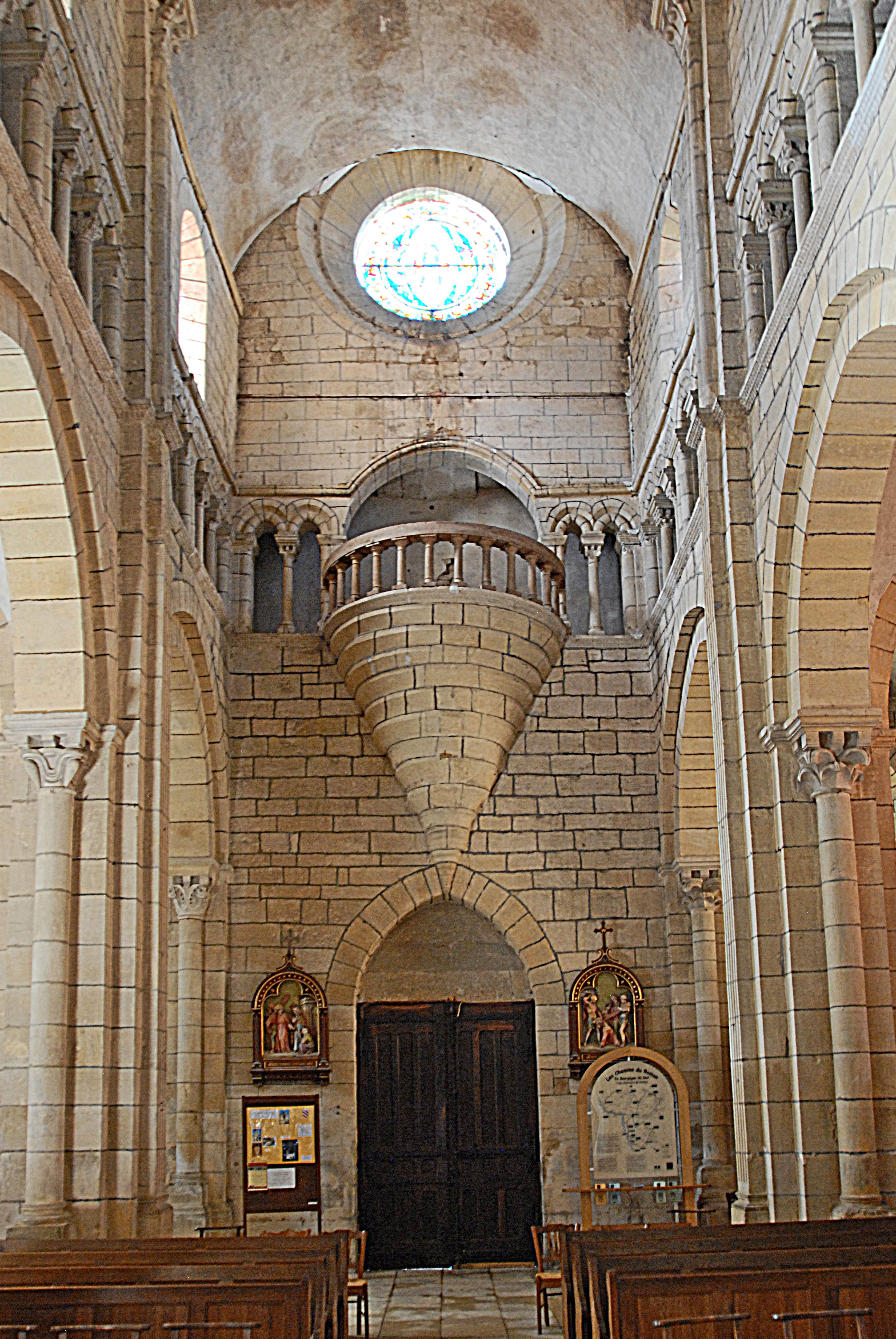
De westwand van het middenschip
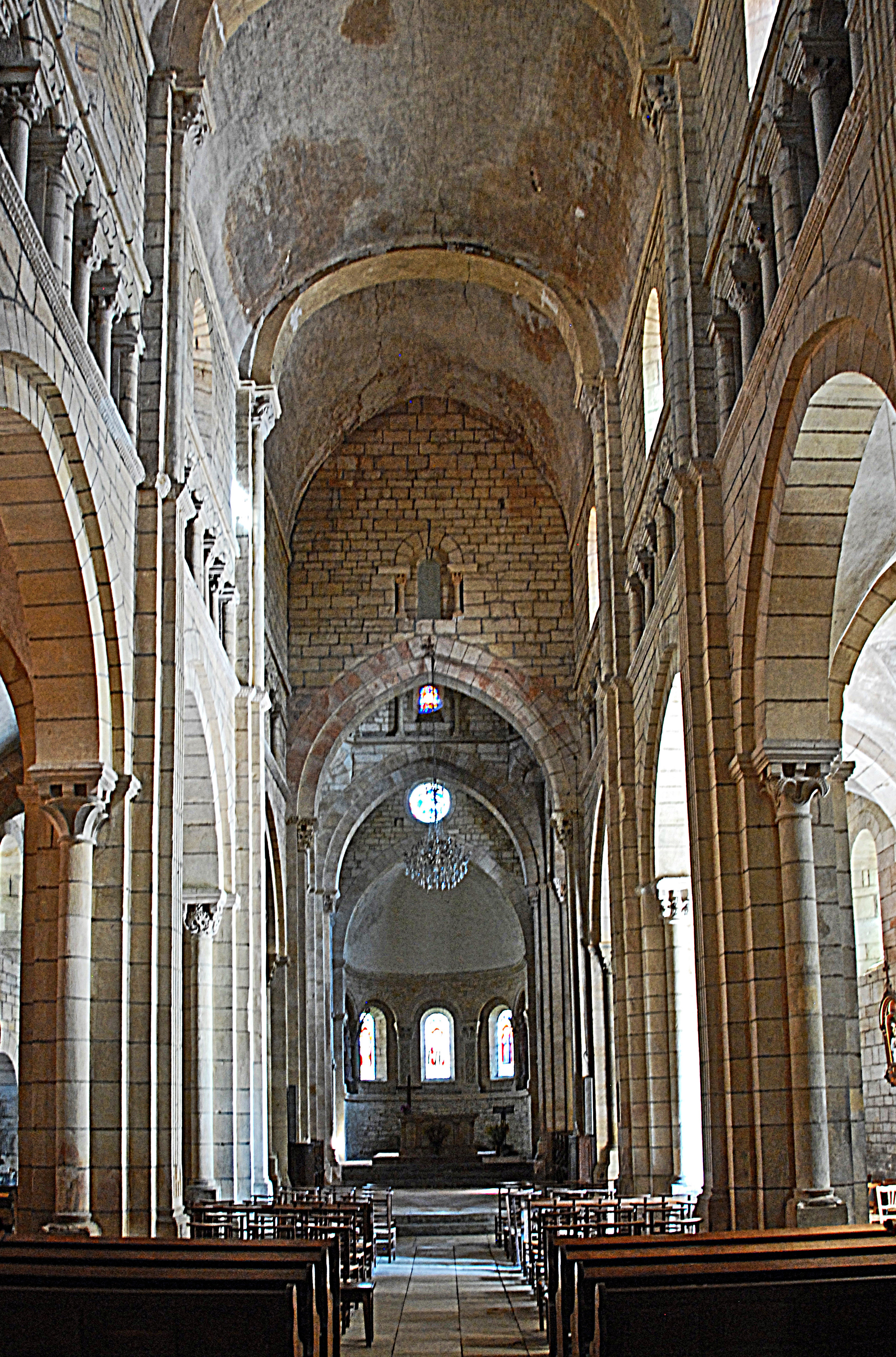
Gezicht naar het koor
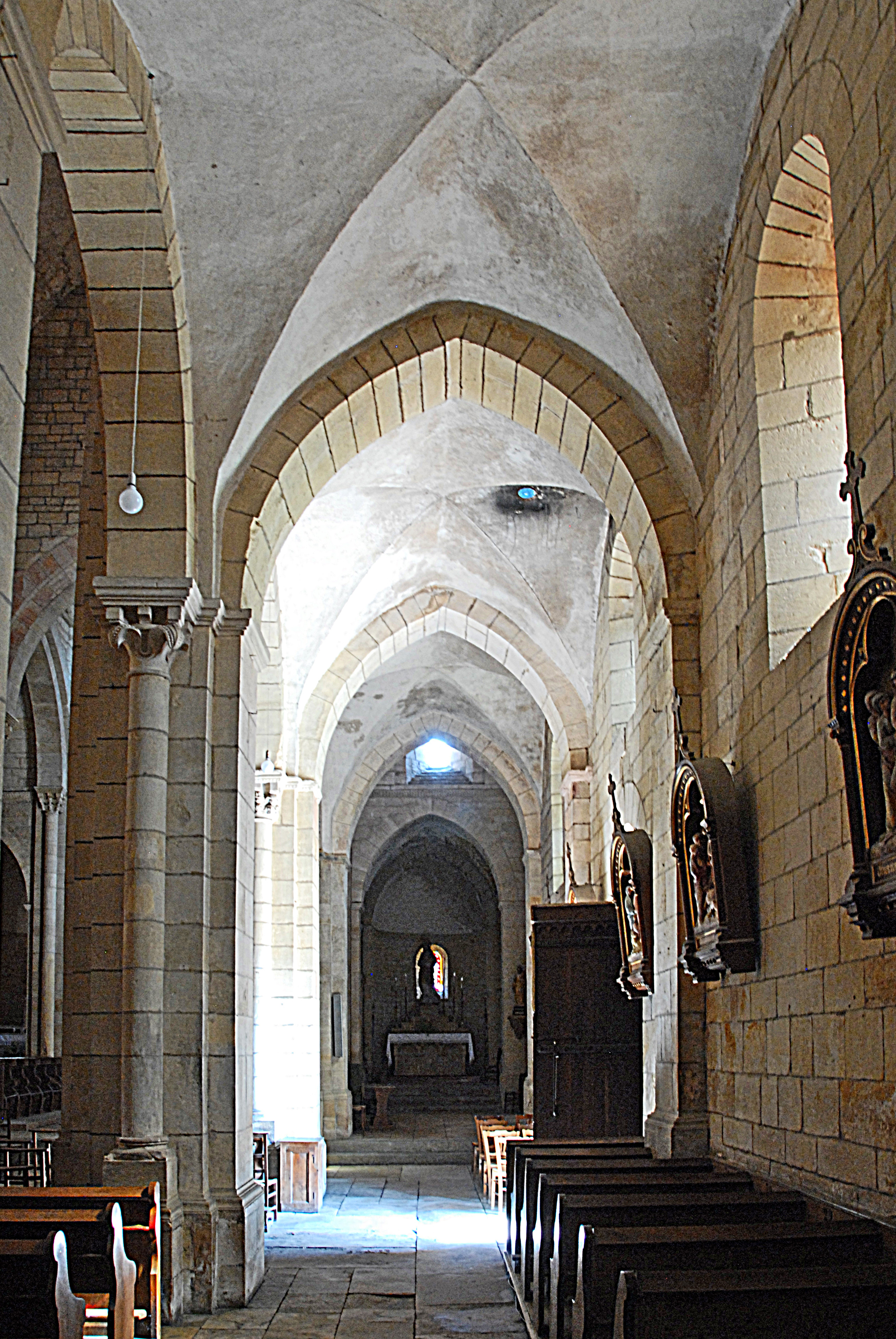
De zuidelijke zijbeuk
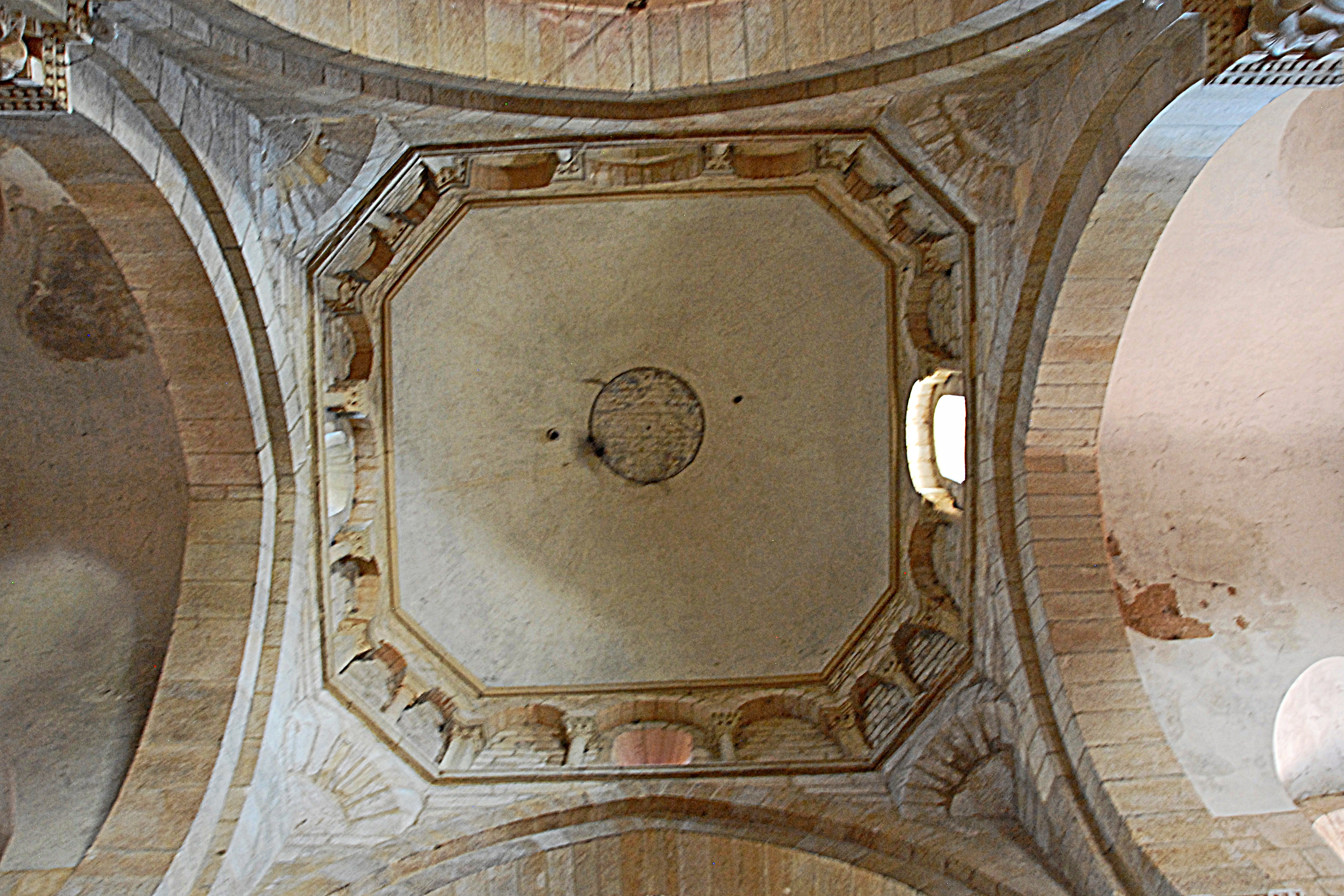
De vieringskoepel
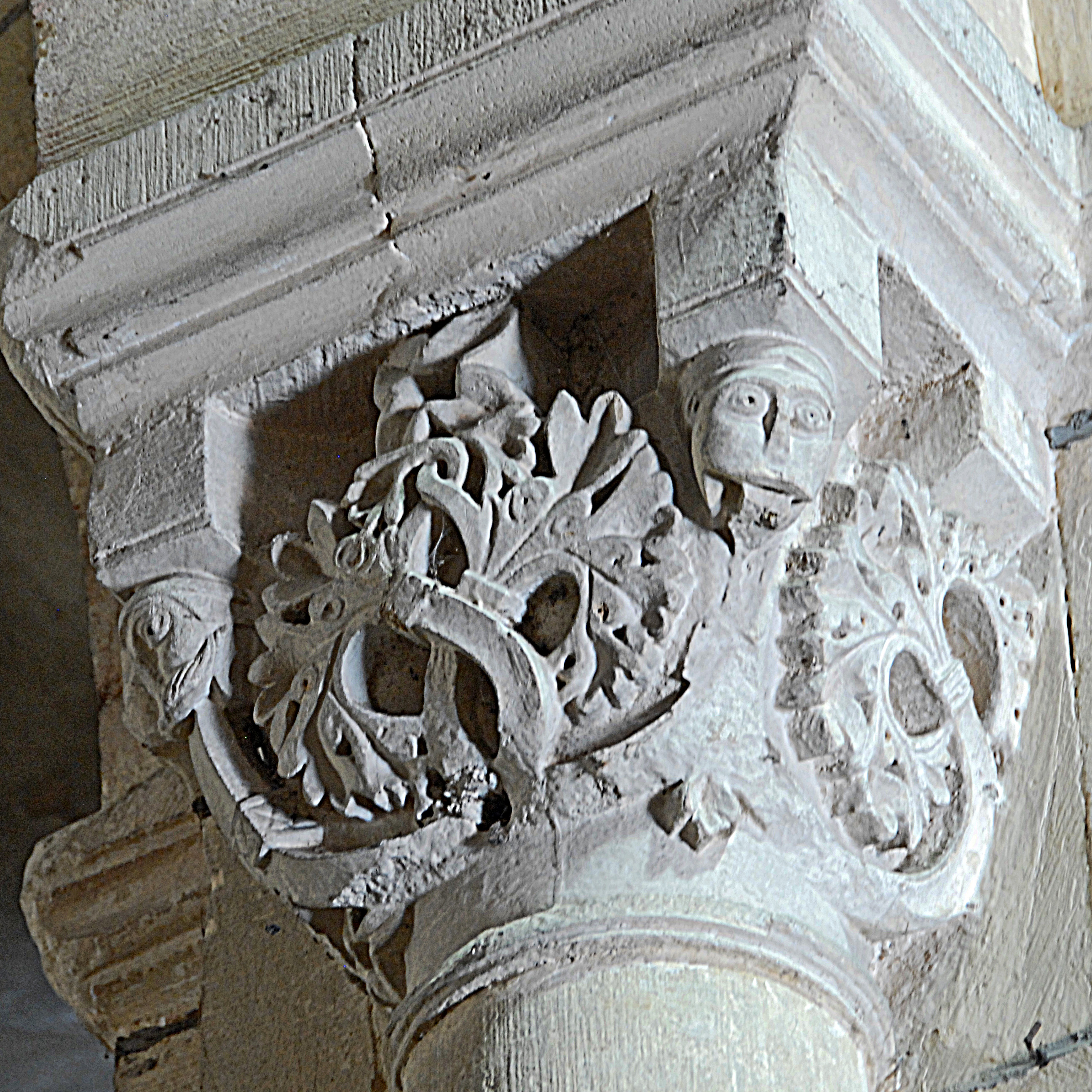
Een kapiteel
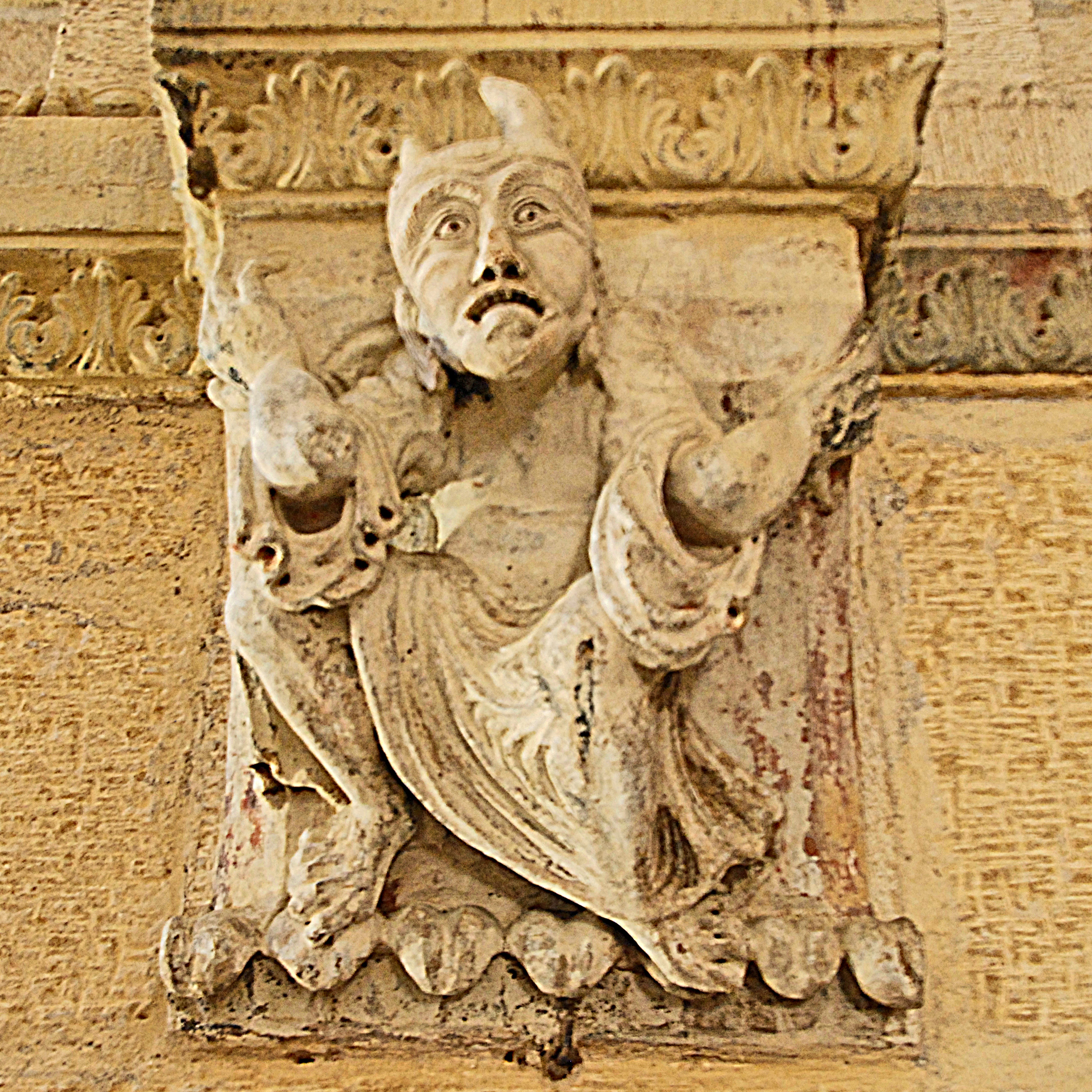
Een duivel als atlant
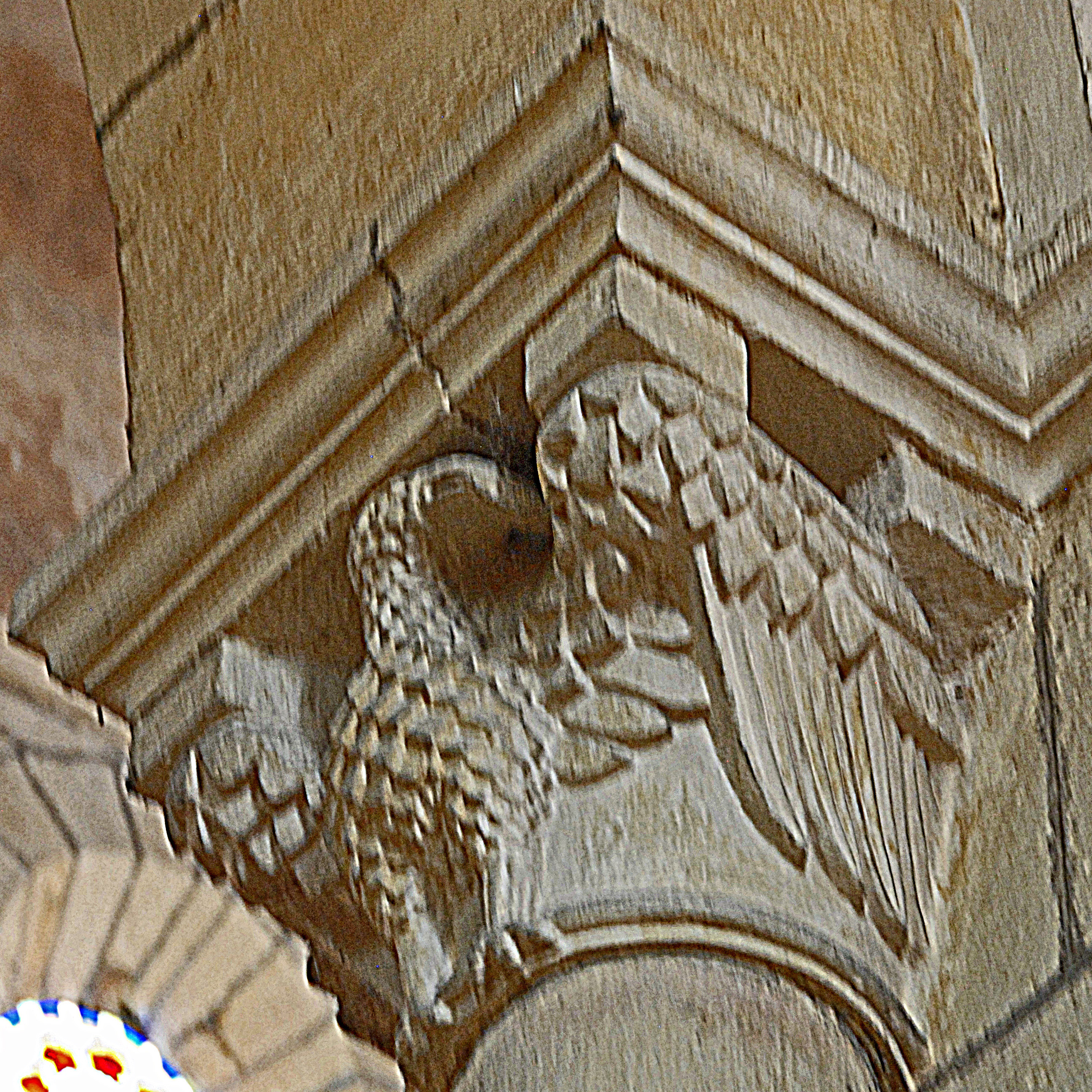
Een kapiteel

## Het interieur
De kerk heeft geheel naar het voorbeeld van Cluny een middenschip met twee zijbeuken met elk vier traveeën. Er zijn drie geledingen: arcaden, triforium en hogevensterniveau. De traveeën worden in de lengte gescheiden door gordelbogen op gecanneleerde pilasters; arcades met rondbogen op halfzuilen scheiden de schepen. Een over de hele lengte doorlopende lijst, waarin de dekplaten van de pilasters zijn opgenomen, scheiden de arcades van het triforium. Het triforium bestaat per travee uit een paar driedelige arcades op zuiltjes, gescheiden door pijlers met halfzuilen. Achter de arcades bevindt zich een smalle galerij. Boven een lijst, onderbroken door de pilasters, heeft elk travee een hoog venster. De halfpilaren van het middenschip en de zuiltjes van het triforium zien voorzien van kapitelen. De tongewelven van het middenschip zijn in de 19e eeuw om onbekende redenen vervangen. Ze lopen van vanaf het hoofdportaal naar het schip toe ruim een meter in hoogte op. In het vierde travee is het gewelf daardoor op verschillende hoogte geknikt.
In de westelijke muur is boven het hoofdportaal is een nis met een spitsboog uitgespaard geflankeerd door twee slanke arcades. Daaronder is een erker in vorm van een op zijn punt staande kegel gebouwd. De balustrade met zuilen zou duiden op een liturgische functie; een daar opgesteld koor zou gedeelten van de gezangen als echo beantwoorden.
Het middenschip gaat via een grote spitsboog over in het koor. De gecanneleerde pilasters zijn bekroond met kapitelen. De kleine opening met rondboog en zuiltjes boven de arcade herhaalt zich in de viering.
In de zijbeuken steunen gordelbogen op pilasters . Van de graatgewelven lopen de graten door tot in de zwikken, hetzij tot op de dekplaat van de kapitelen of tot in de buitenmuur.
De viering wordt omsloten door vier grote rondbogen. De trompen tussen tussen de bogen zijn opgemetseld met spievormige stenen. Boven de bogen en trompen bestaat een soort trommel uit een achthoekige blinde arcade, boven en onder gevat in een eveneens achthoekig kraagprofiel. De zuiltjes in de arcade en de pilasters op de acht hoeken hebben gebeeldhouwde kapitelen. Het gewelf daarboven heeft onderaan nauwelijks zichtbare graten; de velden daartussen gaan over in een horizontale zoldering. Het gat in het midden dient eventuele werkzaamheden in de toren.